# Browningia candelaris
Browningia candelaris är en kaktusväxtart som först beskrevs av Franz Julius Ferdinand Meyen, och fick sitt nu gällande namn av Nathaniel Lord Britton och Joseph Nelson Rose. Browningia candelaris ingår i släktet Browningia och familjen kaktusväxter.

## Underarter
Arten delas in i följande underarter:
- B. c. candelaris
- B. c. icaensis

## Bildgalleri

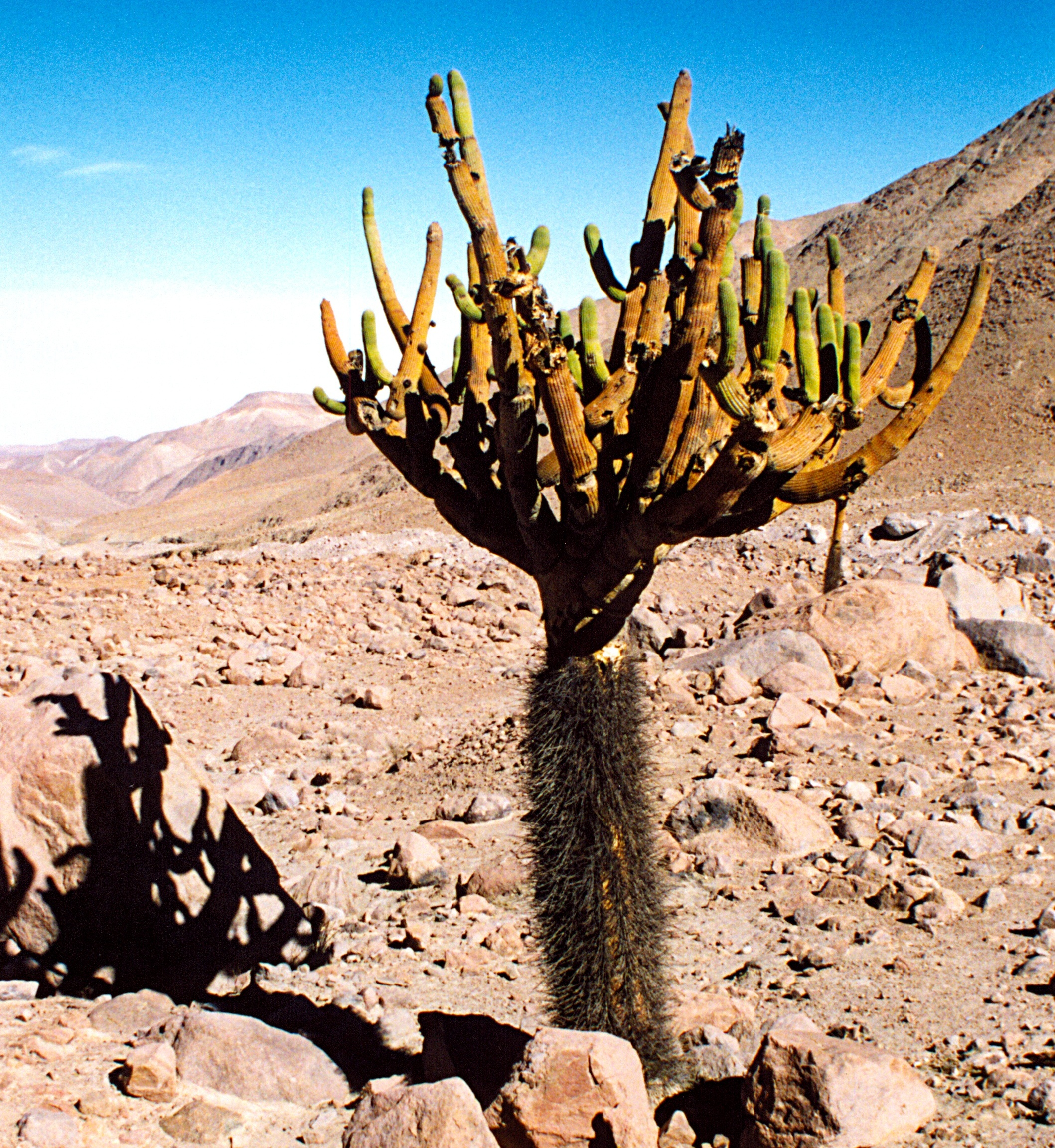
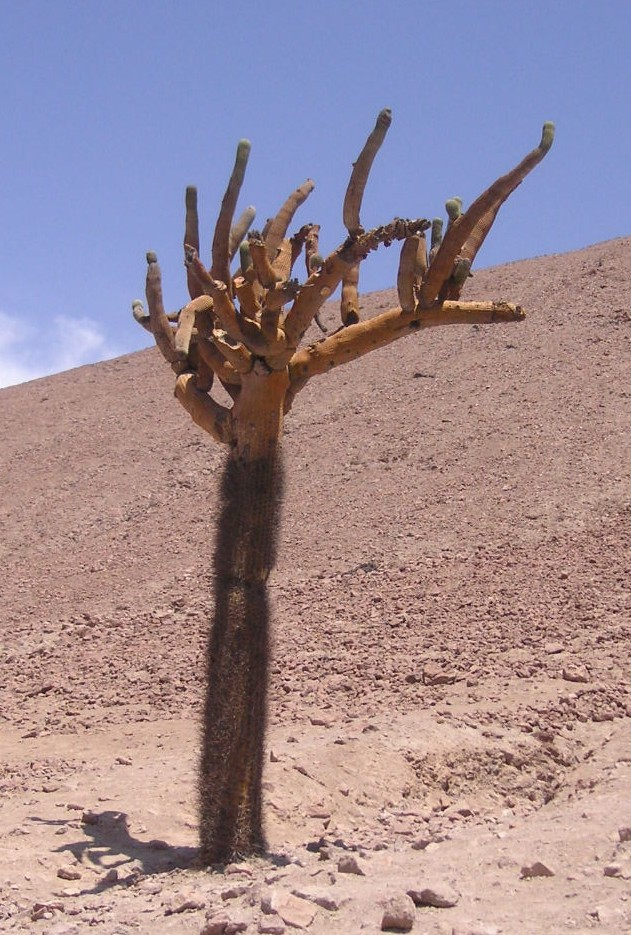
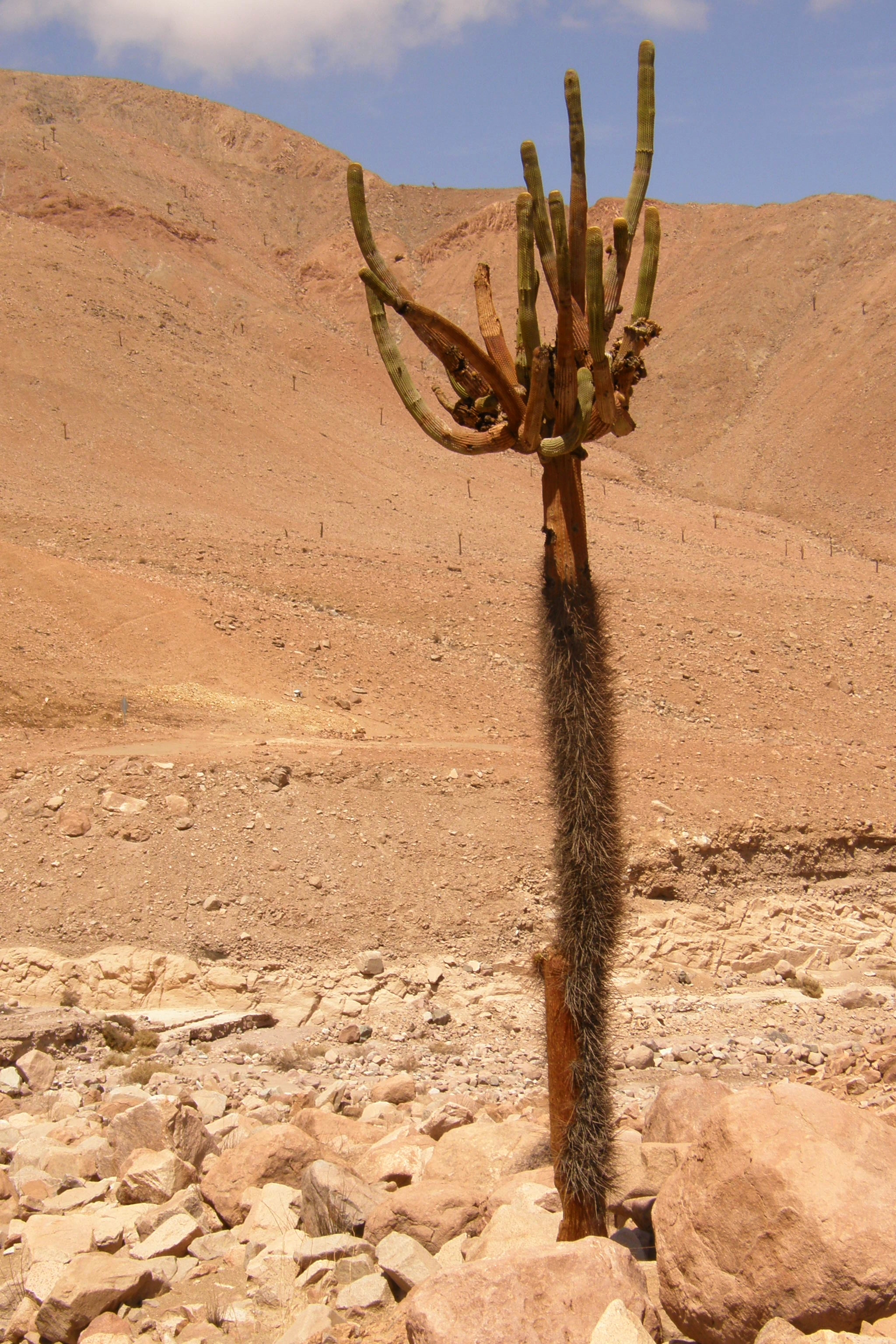
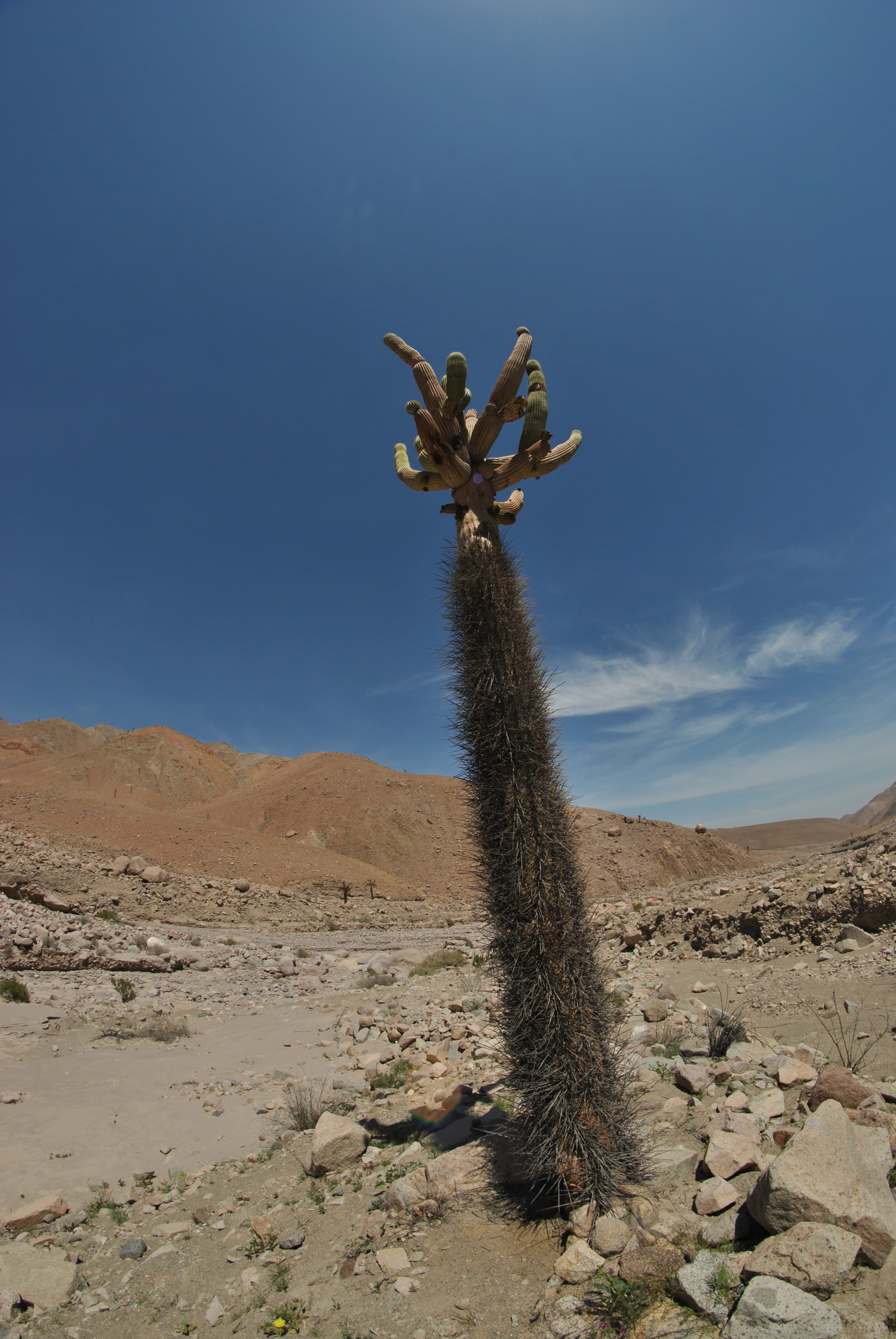
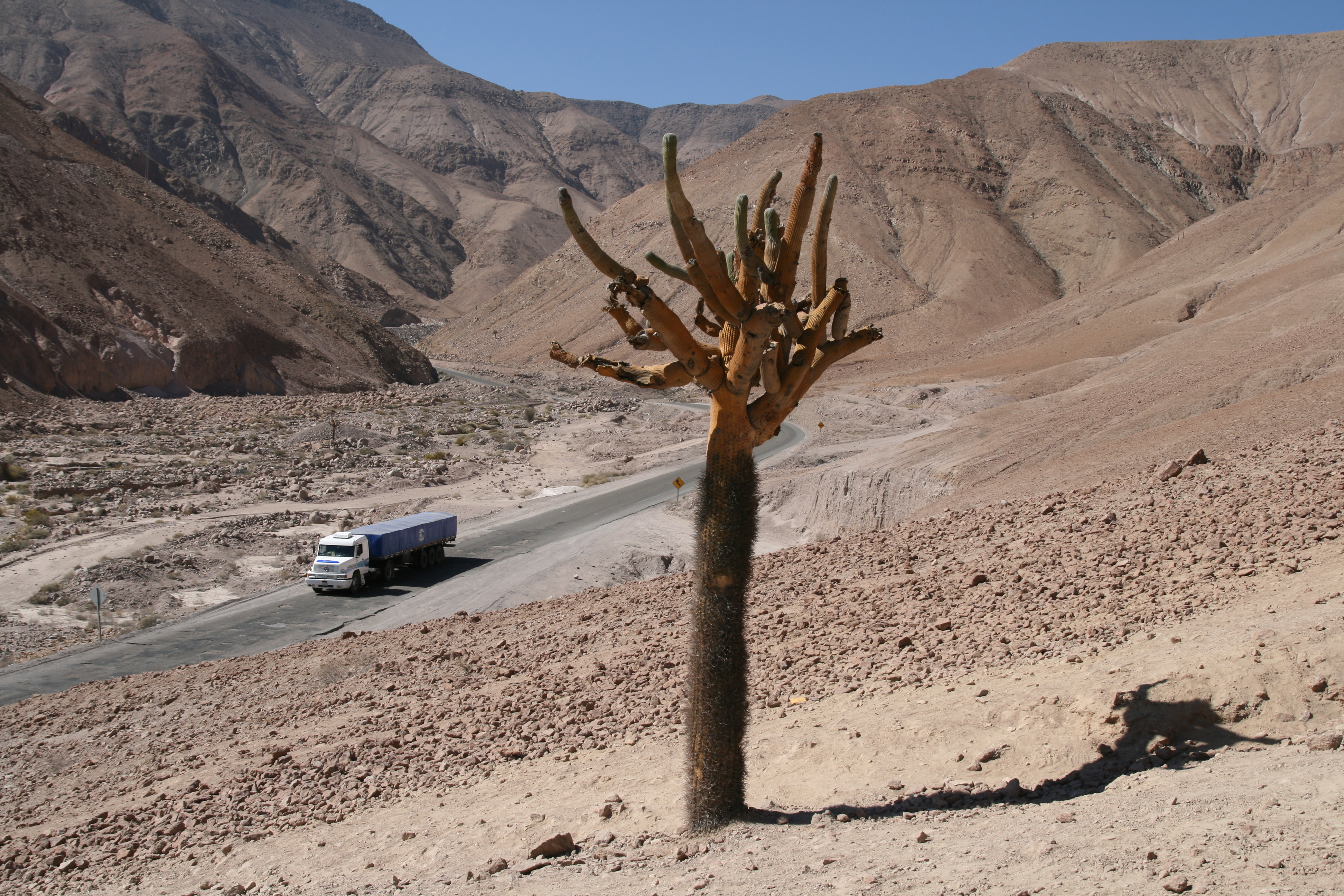
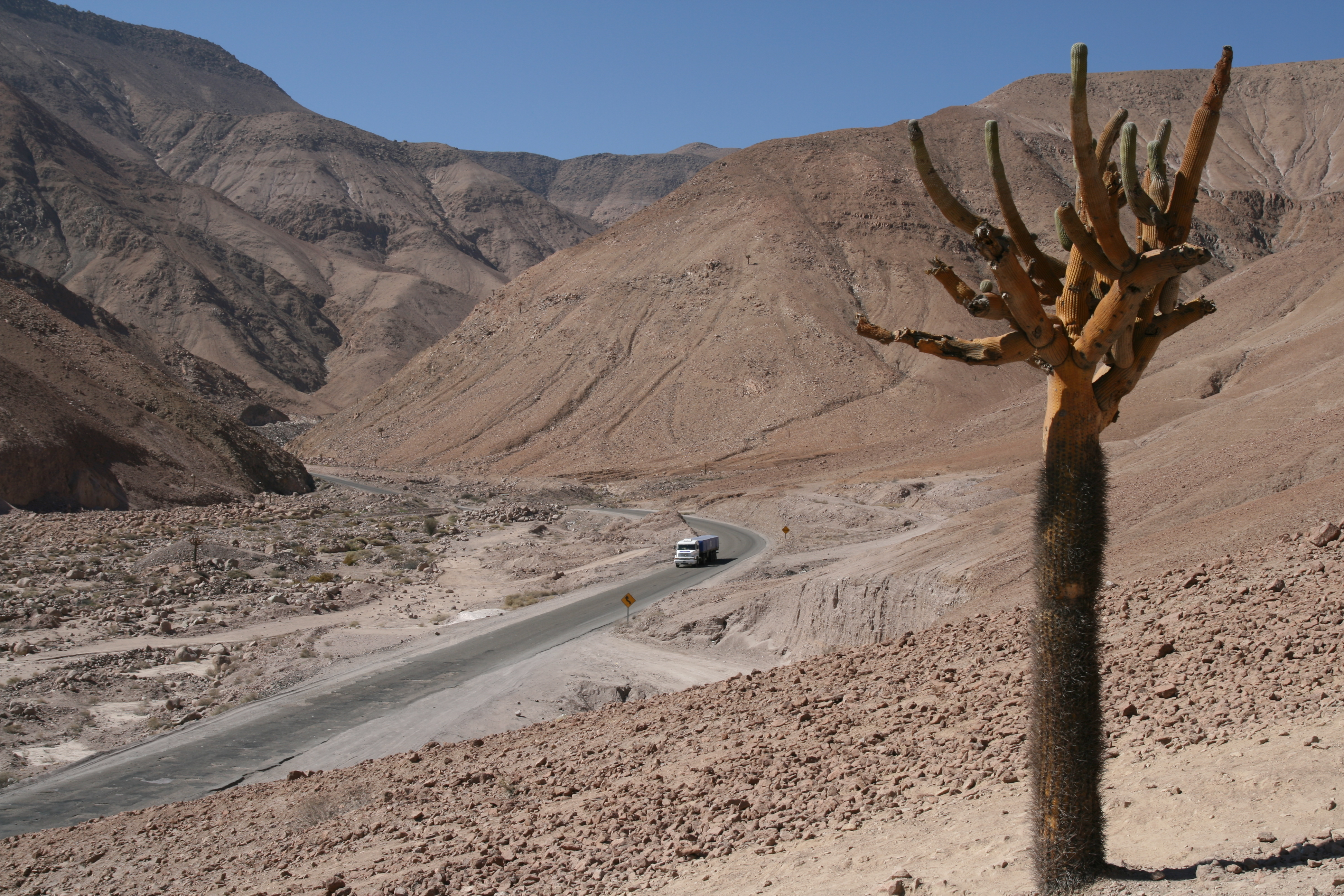